# Jiří Janda (zoolog)
Jiří Janda (16. března 1958 Písek – 6. května 1994) byl český zoolog a ekolog, dlouholetý vedoucí správy CHKO Třeboňsko, zakladatel časopisu Ptačí svět. Zabýval se ochranou mokřadů a ornitologií. Byl členem řady českých a mezinárodních ochranářských a ornitologických organizací.

## Životopis
Narodil se 16. března 1958 v Písku. Vyrůstal v Blehově u Milevska. Vystudoval zoologii a ekologii obratlovců na Přírodovědecké fakultě Univerzity Karlovy. Od roku 1981 byl koordinátorem Jednotného programu sčítání ptáků v Československu. Projekt Jednotného programu sčítání ptáků založili spolu s Karlem Šťastným. Mezi lety 1985–1991 zastával funkci vedoucího Správy chráněné krajinné oblasti Třeboňsko. Od roku 1987 byl členem výkonné rady IWRB (Mezinárodní úřad pro výzkum vodních ptáků a mokřadů) a člen pracovní skupiny IWRB pro ochranu mokřadů.
Spoluzakládal Občanské fórum v Třeboni. Spolu s básníkem Miroslavem Hulem svolal na 23. listopadu 1989 do místností Správy CHKO Třeboňsko ustavující setkání třeboňské skupiny OF. Byl členem redakční rady třeboňského Kurýra.

## Dílo
V roce 1986 publikoval spolu s Pavlem Řepou významnou publikaci Metody kvantitativního výzkumu v ornitologii. V roce 1994 založil časopis Ptačí svět, jehož byl prvním redaktorem. Je autorem odborných prací z oblasti ornitologie a praktické ochrany přírody. Byl členem redakční rady odborného ornitologického časopisu Sylvia.

## Ocenění
Posmrtně mu byla udělena Cena ministra životního prostředí za rok 1994 za celoživotní dílo v ornitologii a ochraně mokřadů.